# Quaregnon
 (juin 2015).
Si vous disposez d'ouvrages ou d'articles de référence ou si vous connaissez des sites web de qualité traitant du thème abordé ici, merci de compléter l'article en donnant les références utiles à sa vérifiabilité et en les liant à la section « Notes et références ».
Quaregnon (prononcé /kaʁɲɔ̃/ ; en borain Cwargnon) est une commune francophone de Belgique située en Région wallonne dans la province de Hainaut.
C'est à Quaregnon que fut adoptée en mars 1894 la charte fondatrice du socialisme belge.

## Étymologie
Alexandre-Guillaume Chotin mentionne une première appellation « in villa Quaterlesia » retrouvée dans un diplôme de l'an 965. Il cite également les formes Quaternio (1018), Quaregio (1110 et 1119), Quareum (1168), Quaregnon (1186), Quarinon (1195) et Quargnon (1262). Chotin extrait de ces formes la racine quater, qu'il interprète comme une « mauvaise lecture ou écriture » du latin quarrera signifiant carrière et fait ainsi de Quaregnon « le lieu de la pierraie ».
Malheureusement sans présenter de sources, Jean-Jacques Jespers présente une étymologie différente, rapprochant Quaregnon du latin quadrus (carré) : « terre de forme carrée ». Il donne également une autre possibilité, du latin quattuor (quatre) : « [terre] divisée en quatre partie ».
Vers 686, un oratoire, dédié à saint Quentin, fut élevé en cet endroit, par les soins de saint Ghislain et surtout de sainte Waudru à qui appartenait le village. On déclare aussi que le nom signifie « carrière », « pierraie ». Il viendrait du celtique, cara keyr, « pierre » et serait l'analogue de Carrare, ici ville du marbre blanc, de Carnac, Carignan, etc.
Il semble plus logique d'examiner les plus anciennes formes, car elles nous paraissent donner l'explication de ce vocable dans lequel entre le nombre latin quater ou quatuor : « quatre ».
Si l'on adopte Quaterlesia, cela signifiait les « quatre lieux » (loca, lesia). Quaregio semble une contraction du latin quatuor regiones, les « quatre régions ou endroits, hameaux ». Quaternio est bas-latin et signifie un « assemblage de quatre choses », que ce soient des hameaux, des villages ou des ruisseaux. Or, Quaregnon au Moyen Âge était divisé en quatre parties :
- au Sud : sous la Ville ou Moriauville, actuellement Marionville, la villa de Moreau, Morel ou de Marion, diminutif de Marie, hameau appelé aussi Mauvinage Malvinage (XVIe siècle), le lieu du winage, sorte d'octroi d'un nommé Malus ou bien le mouvais winage ;
- au Centre : Assonchleville (Aisunvillo 1179) qui signifie la villa du milieu ou la villa d'Aisunus ;
- vers le Nord : Montleville (Summo villa et Summavilla (1199-1240), la ville du dessus, de la hauteur, dont on a fait Mons ville, nom qui ne se retrouve dans aucun document ancien et même moderne ;
- à l'extrême Sud : les communes ou pâturages communs où s'est établi le village de Pâturages (Colfontaine). Un titre cité vers cet endroit Altiville (1408) qui serait peut-être la traduction du latin alto villa, altissima villa, la haute villa, située à l'endroit le plus élevé.

Enfin, il y a aussi quatre cours d’eau qui traversent Quaregnon :
- le rieu de Wasmes ou de la Radde eau, l’eau qui court vite ;
- le rieu du Cœur ;
- le Richon, rieu de Quaregnonchiel (1199) ou du Flénu (Mons), vers Jemappes (Mons);
- enfin la Haine, dans laquelle les trois premiers se jettent.

On pourrait donc se demander si Quaregnon ne signifie pas « les quatre cours d'eau ».
Au point de vue des noms de lieux, Quaregnon est très intéressant à étudier. Qu’on en juge : le Bruille ou Brule (Brulium 1199) ou le bois marécageux (latin brolium, italien broglia) ; le champ du Castillon rappelle un petit château ; la Courbelette, endroit où une rue, un ruisseau font une courbe ; le Campiau vers Flénu (Mons), petit champ, c'est là qu'eut lieu le dernier acte de la bataille de Jemappes en 1792 ; Pont au Bourdeau (1407) ; la Croix SaintEtton (1407) ; le Château le Diable, ruines que l'on croit attribuer à l'ancien oratoire de Saint-Quentin, élevé à la fin du VIIe siècle ; champ de Baroncouture ; l'Esquigne et l'Eskielette (1379), champs qui donnèrent leurs noms à deux très anciens charbonnages.

## Géographie

### Communes limitrophes
|        | Saint-Ghislain        |      |
| Boussu | Quaregnon             | Mons |
|        | Frameries Colfontaine |      |

### Sections de commune
| # | Nom       | Superf. (km²). | Habitants (2020). | Habitants par km² | Code INS |
| - | --------- | -------------- | ----------------- | ----------------- | -------- |
| 1 | Quaregnon | 9,19           | 15.668            | 1.705             | 53065A   |
| 2 | Wasmuel   | 2,02           | 3.249             | 1.607             | 56065B   |

## Démographie

### Démographie: Avant la fusion des communes
- Source: DGS recensements population

### Démographie: Commune fusionnée
En tenant compte des anciennes communes entraînées dans la fusion de communes de 1977, on peut dresser l'évolution suivante :
Les chiffres des années 1831 à 1970 tiennent compte des chiffres des anciennes communes fusionnées.
- Source: DGS , de 1831 à 1981=recensements population; à partir de 1990 = nombre d'habitants chaque 1 janvier[5]

## Histoire

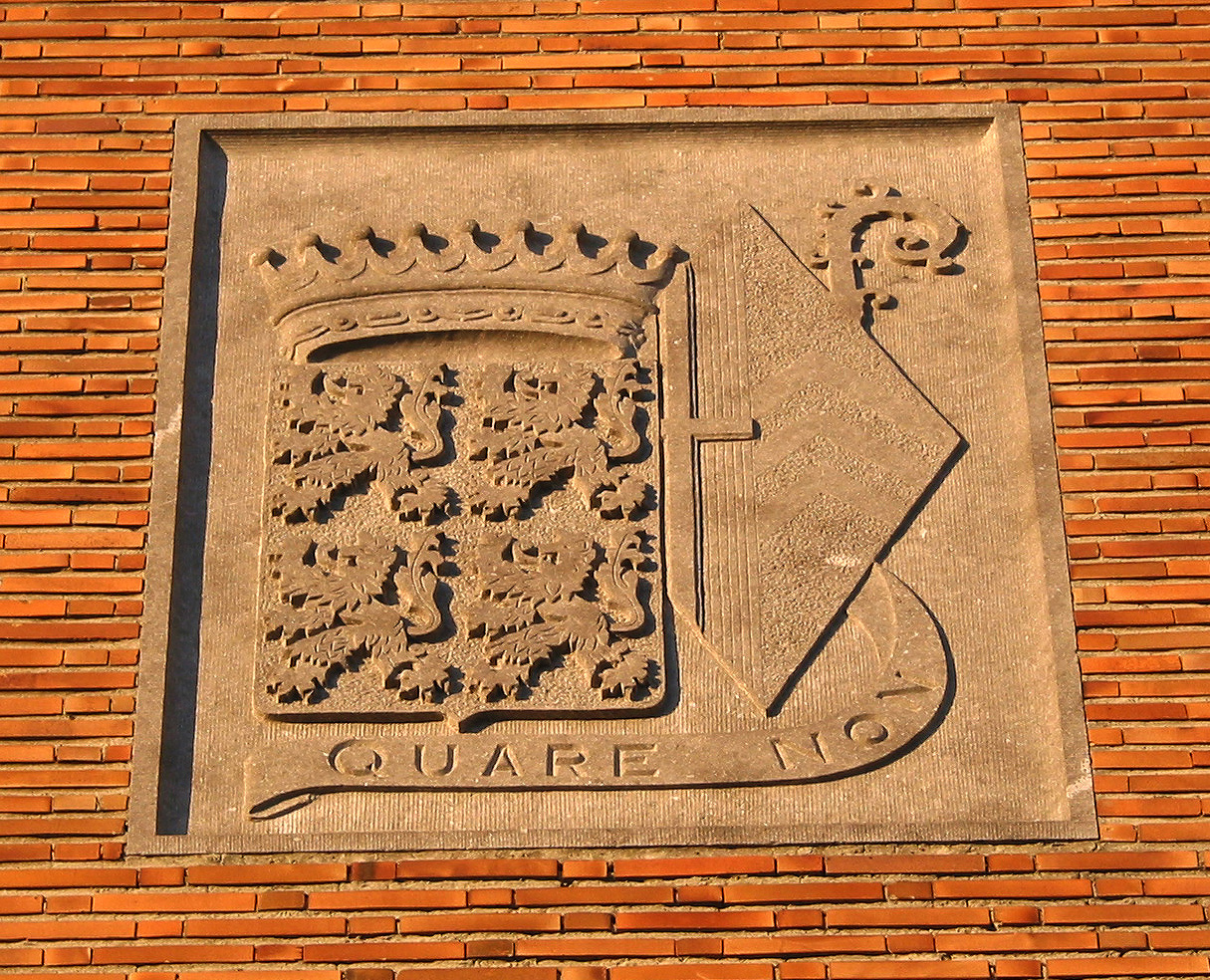
Les armoiries de Quaregnon.

On voit que ce gros village, le plus populeux du Borinage, a plus d’une particularité. Cependant, son histoire n’est pas riche en faits saillants. Quaregnon était autrefois la propriété du chapitre de Sainte-Waudru. Le comte de Hainaut, à titre d’abbé, avait le tiers des droits seigneuriaux. L’abbaye de Saint-Ghislain possédait la collation de la cure et jouissait de la dîme conjointement avec le curé. On y trouvait la seigneurie de le Vol, dite de Lambrechies et le fief de Briancon. Cette commune obtint une charte-loi au XIVe siècle. La mairie héréditaire de Quaregnon est mentionnée au XIIIe siècle. Elle appartenait au commencement du XIVe siècle la famille de Carnières, qui la vendit au chapitre de Sainte-Waudru en 1321. Celui-ci l’engagea à plusieurs reprises.
Gilles ou Gillion de Carnières, écuyer, seigneur de Carnières en 1308, fils de Gossuin. Il était possesseur de la mairie de Quaregnon, en 1309. En mars 1330, il n'était plus car le Comte de Hainaut, Guillaume achète à ses héritiers la mairie de Quaregnon.
En 1894, Émile Vandervelde, Homme politique belge, propose le texte idéologique de base du Parti Ouvrier Belge (P.O.B.), la Charte de Quaregnon. Le 23 août 1914 le 24e RI - Régiment d'Infanterie- et le 18e RAC -Régiment d'Artillerie de Campagne- de l'armée impériale allemande passèrent par les armes 66 civils et détruisirent 137 maisons lors des atrocités allemandes commises au début de l'invasion. Plusieurs familles de mineurs trouvèrent refuge sur le Plateau matheysin, au sud de Grenoble (France). Cette région du Dauphiné, réputée pour ses mines d'anthracite (fermées en 1997), accueillit beaucoup de Belges, notamment à La Mure[réf. nécessaire].

## Héraldique
|  | La commune possède des armoiries qui lui ont été octroyées le 26 novembre 1981. Elles montrent deux écus chacun symbolisant l'histoire d'un des villages de la commune. L'écu avec quatre lions, représente Quaregnon qui était une possession des Comtes de Hainaut. Ces armoiries sont donc celles du Hainaut. L'autre écu représente Wasmuel et montre les armoiries du Chapitre de Sainte Waudru de l'Abbaye bénédictine de Saint-Ghislain à laquelle appartenait historiquement la plus grande partie du village. Blasonnement : Deux écus géminés, le premier écartelé 1 et 4 d'or au lion de sable, armé et lampassé de gueules, aux 2 et 3 d'or au lion de gueules, armé et lampassé d'azur, le second, parti au 1 de sinople à la croix d'argent, au 2, d'or à trois chevrons de sable. - Délibération communale : 12 juin 1980 - Arrêté de l'exécutif de la communauté : 26 novembre 1981 |

## Politique et administration

### Conseil et collège communal 2024-2030
| Collège communal  |                       |    |
| ----------------- | --------------------- | -- |
| Bourgmestre       | Damien Jenart         | PS |
| 1er Échevin       | Calogero Fortunato    | PS |
| 2e Échevin        | Blaise Hismans        | PS |
| 3e Échevine       | Christelle Demoustiez | PS |
| 4e Échevin        | Olivier Harmegnies    | PS |
| 5e Échevine       | Elena Millitari       | PS |
| Président du CPAS | François-Michel Vray  | PS |

### Liste des bourgmestres de 1830 à aujourd'hui
- Pierre Philibert Marie Bonne Buisseret, de 1830 à 1831.
- Modeste Albert Derbaix, de 1831 à 1843.
- Henri Joseph Delecosse, de 1843 à 1848.
- Quentin Nicolas Plumat, de 1848 à 1855.
- Ferdinand Daubresse, de 1855 à 1858.
- Ambroise Modeste Derbaix, de 1858 à 1879.
- Félicien Malengreau, de 1881 à 1886.
- Alphonse Dupuis, de 1886 à 1890.
- Félicien Malengreau, de 1890 à 1895.
- Henri Roger, bourgmestre faisant fonction, de 1896 à 1903, (POB).
- Anthime Alexandre Malengreau, de 1903 à 1912.

- Charles Dupuis, de 1912 à 1921, (Parti Catholique).
- Florian Pierard, de 1921 à 1924.
- Oscar Doublet, de 1924 à 1934, (POB).
- Georges Plumat, de 1934 à 1957, (POB-PSB).
  - Gabriel Chéron, de 1940 à 1944 (bourgmestre de guerre).
- Alfred Bonjean, de 1957 à 1976, (PSB).
- Edgard Hismans, de 1977 à 1995, (PSB-PS).
  - André Col, de 1988 à 1992, faisant fonction, (PS).

- André Col, de 1995 à 2000 (PS).
- Guy Roland, de 2001 à 2012, (PS).
- Jean-Pierre Lepine, de 2012 à 2021, (PS).
- Damien Jenart, de 2021 à aujourd'hui, (PS).

### Jumelages
- Condé-sur-l'Escaut (France)
- Aÿ (France)
- Assoro (Italie)

## Patrimoine et culture

### Patrimoine architectural
- Patrimoine immobilier classé

#### Tour Saint-Quentin

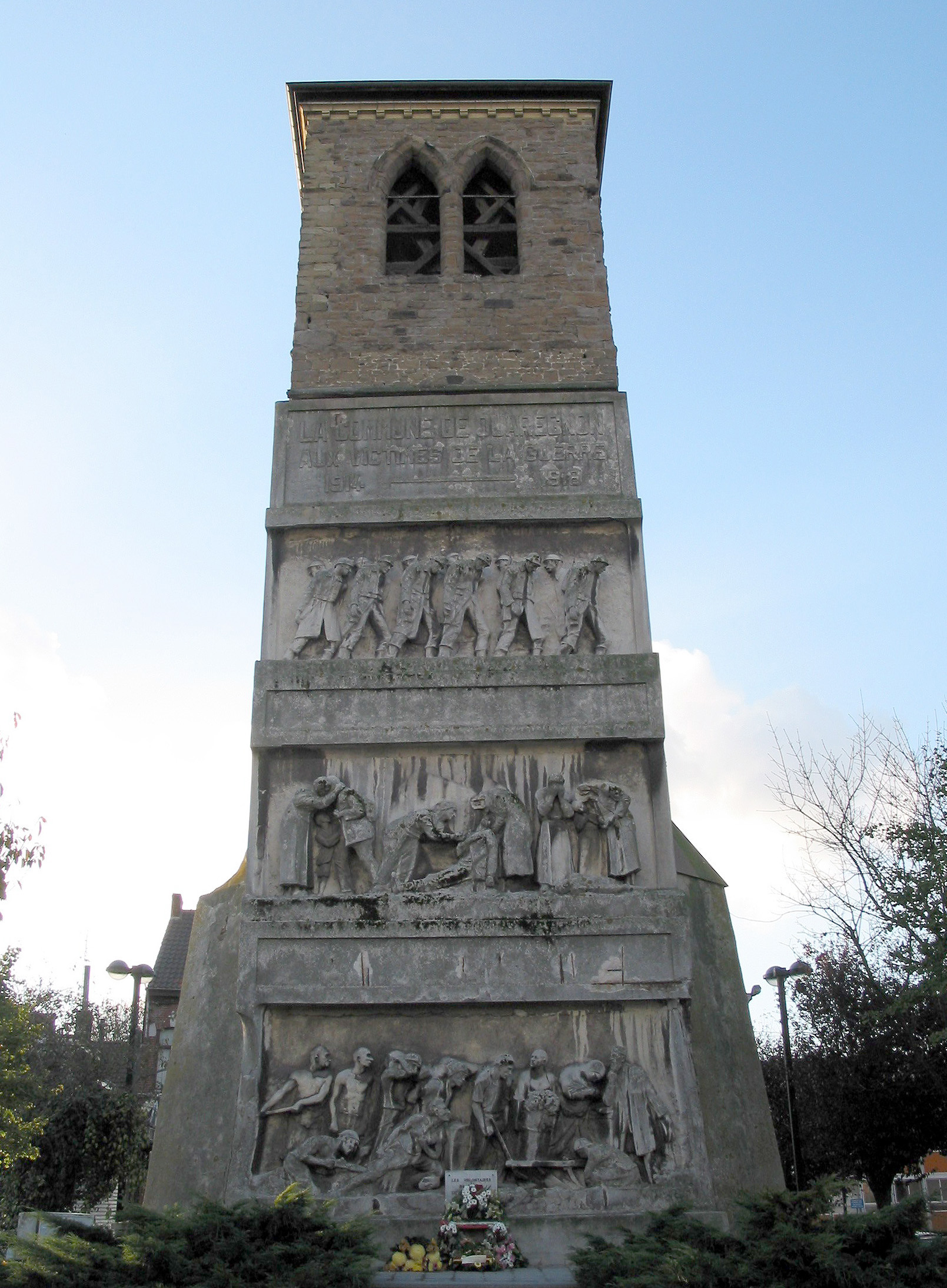
Tour de l'ancienne église Saint-Quentin et mémorial aux victimes de la guerre 1914-1918.

La tour Saint-Quentin est le dernier vestige de trois églises éponymes construites dans la commune de Quaregnon. Cette tour exerçait la fonction du clocher de ces églises. De nos jours, la tour se situe sur la Grand-Place de la commune.
Vers 686, un oratoire, dédié à saint Quentin, est élevé en cet endroit, par les soins de saint Ghislain et de sainte Waudru à qui appartient alors le village.
Édifiée au début du XIe siècle, l’église Saint-Quentin est construite en pierre et dans le style roman Jusqu’au début du XVe siècle, plusieurs aménagements agrandissent l’édifice en y ajoutant notamment des entrées latérales et des collatéraux.
Dans le courant du XVe siècle, l’église est presque entièrement reconstruite : désormais, deux collatéraux flanquent une nef ouverte vers un chœur à plans coupés. Au milieu du XVIIIe siècle , l’église médiévale est rasée et reconstruite. Le nouveau complexe n’est guère plus grand. L’édifice est alors cerné d’un cimetière clôturé.

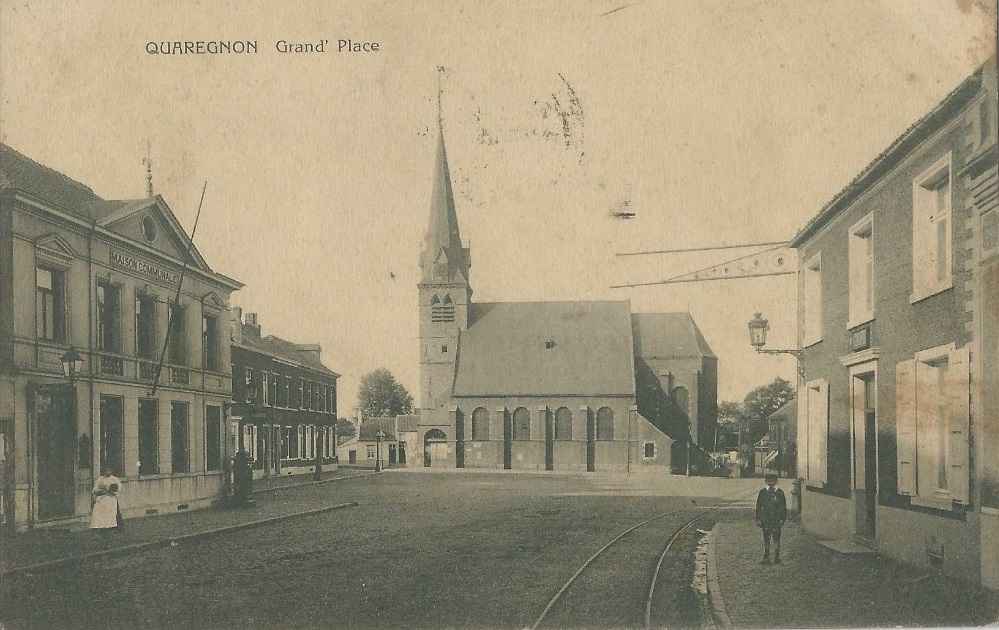
L'ancienne église Saint-Quentin qui reste que la tour et l'ancienne maison communale.

Au début du XXe siècle, le vaste complexe nécessite à nouveau des restaurations. Déstabilisés par les exploitations minières, le clocher, la nef sud et les voûtes, menaçant de s’effondrer, sont démontés en 1909. Le reste de la nef est démonté en 1922. Au courant de l’année 1929, un monument aux morts, réalisé par le sculpteur Georges Wasterlain, est accolé à la face orientale de la tour. Ce monument honore les soldats décédés lors de la Première Guerre mondiale. Les trois panneaux superposés sont fixés dans des piliers de béton armé afin d'assurer la stabilité du monument.
La tour Saint Quentin est classée au patrimoine de la commune depuis le 21 août 1980. Une première série de travaux vise en 1986 à rénover l’édifice.
En 2008, une seconde série de travaux est réalisée afin de rénover l’actuelle Grand-Place de la commune. Des fouilles archéologiques préventives mettent au jour les vestiges d’un cimetière mérovingien, témoin d’une activité dans la région aux VIIe et VIIIe siècles.
En 2015, une troisième série de travaux sert à déplacer le monument aux morts vers le cimetière de l’Espinette, où un socle en béton est préparé pour le recevoir. Ces travaux sont finalement effectués en 2016. Chaque plaque est déplacée avec précaution à cause du poids très élevé de chaque pièce : la première plaque pèse quatre tonnes tandis que les autres plaques pèsent, en moyenne, sept tonnes. Endommagé par le temps, ce monument présentait un risque pour les passants et pour les visiteurs : ces travaux étaient donc nécessaires.

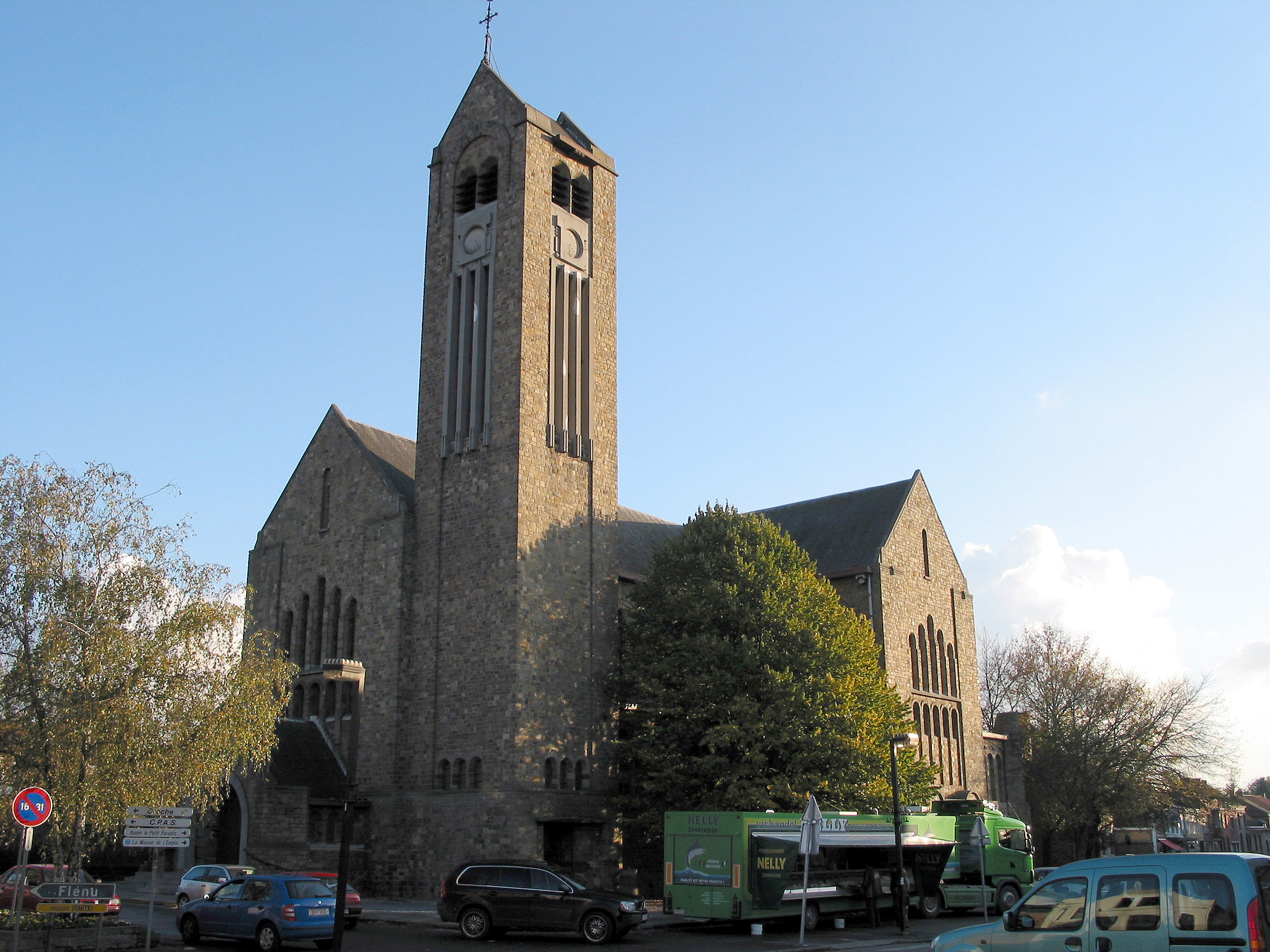
L'église Saint-Quentin.

Au cours de la même année, la commune de Quaregnon envisage d’autres travaux dont le but est de réhabiliter la tour Saint Quentin et de la transformer en nouvelle Maison du Tourisme. Pour ce faire, une demande de subsides est afin de concrétiser ce projet.

#### Église Saint-Quentin
La première pierre fut posée le 2 juillet 1933, l'église fut ouverte au culte le 22 mars 1936 et consacrée le 18 octobre 1937.

#### Hôtel de ville
La pose de la première pierre a eu lieu le 18 octobre 1937, la construction du gros œuvre durerons un peu moins de seize mois et la réception provisoire eut le 2 février 1939. L'inauguration du nouvel édifice avait eu lieu le 11 septembre 1938 en présence du ministre Delattre et la prise de l'édifice par le conseille communale eut lieu en 1938.

#### Eglise Notre-Dame de Lourdes
La première pierre fut posée le 17 juillet 1904 et la consécration a eu lieu le 23 mai 1910 par la générosité des fidèles lors de leurs visite à la grotte.

#### Eglise Saint-Joseph de Quaregnon-Rivage
Construite vers 1880.

#### Temple protestant
Érigé en 1896 comme en témoigne une pierre en chassée dans le haut du fronton.

#### Terril de la Croix
Une croix en béton érigée en 1939 sur le terril du charbonnage Saint-Placide en souvenir des mineurs morts.

### Culture

#### Folklore

##### La cavalcade
La toute première cavalcade s’est déroulée en février 1925. Les commerçants de la Grand'place ont décidé de fêter cet événement le dimanche de la mi-carême.
En 1926, 30 sociétés formaient le cortège carnavalesque, il comportait deux groupes de Gilles comptant chacun d’eux en moyenne 200 membres.
Il y avait également des fanfares, des harmonies locales…
Le départ des festivités est annoncé par 5 coups de canon.
À l’heure actuelle, il y a toujours plus que 1 groupe de Gilles et une dizaine de groupes soit interne ou étranger à l’entité qui font vivre l’évènement.
Le cortège traverse les rues Jules Guesde (devant l’enseigne « café sans calotte »), Camille Huysmans, Monsville, Village, Grand Place, Carlier, Derbaix, l’Egalite.
Les groupes terminent leur circuit par un rondeau final.
Un superbe feu d’artifice  clôture les réjouissances le mardi avec le brûlage de bosses.
Malheureusement, la cavalcade de Quaregnon a perdu de son charme à contrario de celle de Jemappes qui a pris  le dessus au fur et à mesure
des années.
Toutefois, une nouvelle activité annuelle a pris place dans la ville. Une ducasse s’installe pour une durée d’une semaine sur l’esplanade du fair Play près de la rue de l’Égalité. Elle a dû y déménager à la suite de la rénovation de la Grand'place.

## Économie

### Charbonnages

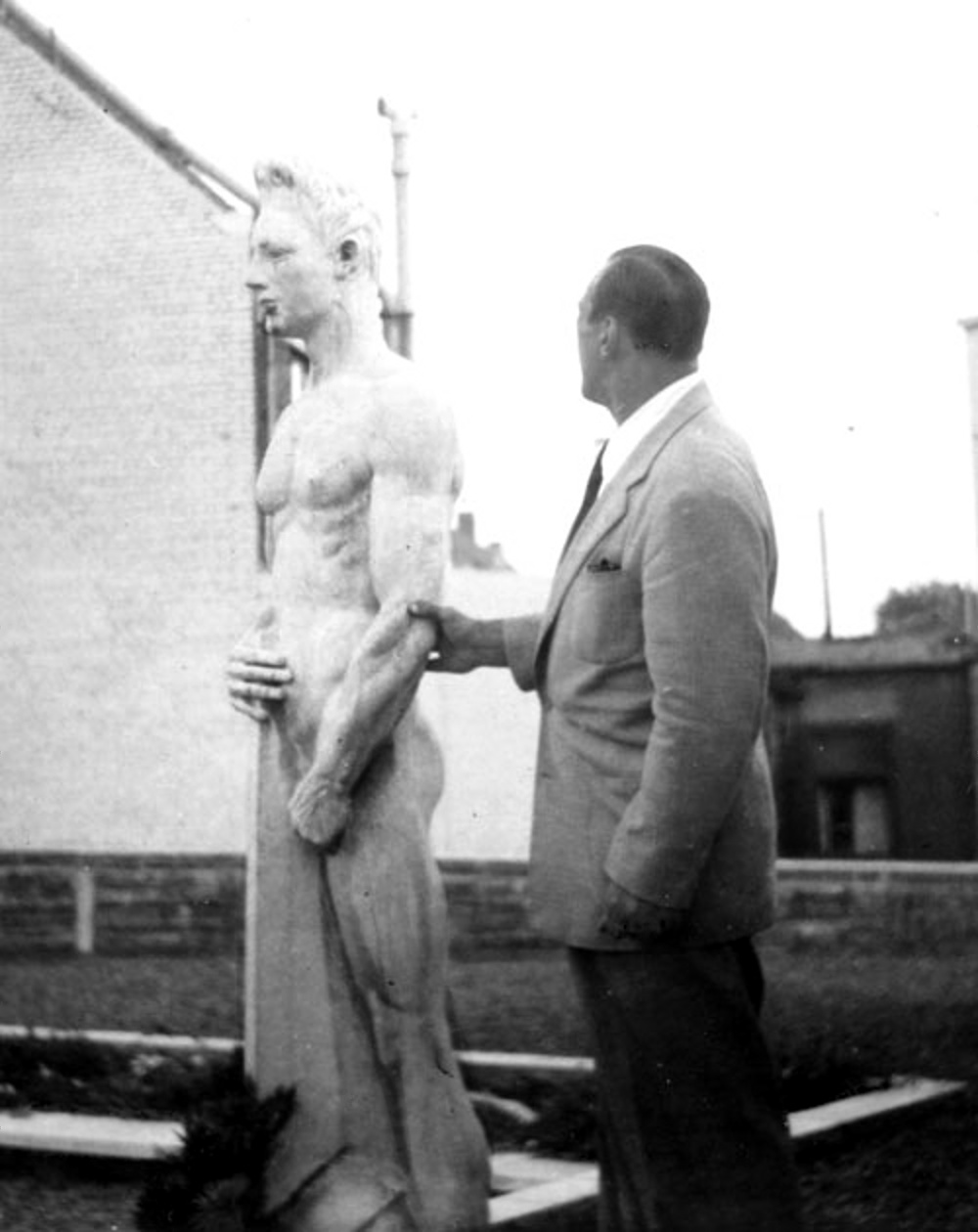
Primo Carnera au pied de la statue Le mineur de tous les pays lors d'une visite en Belgique, à Quaregnon en 1958.

- Le 9 avril 1854 sont fondés les Houillères réunies à Quaregnon[19].

Mines de SA Rieu du Cœur.
- L'Epette puits no 2 , le plus profond du Borinage 1 376 mètres (visible sur la borne) fermé en 1960.

Le site est actuellement occupé par un CarWash. 50° 25′ 37,04″ N, 3° 51′ 56″ E
- Borne du puits no 2 du Rieux du Cœur (1 376 m) le plus profond du Borinage.

- Saint Florent.

- Saint Placide.

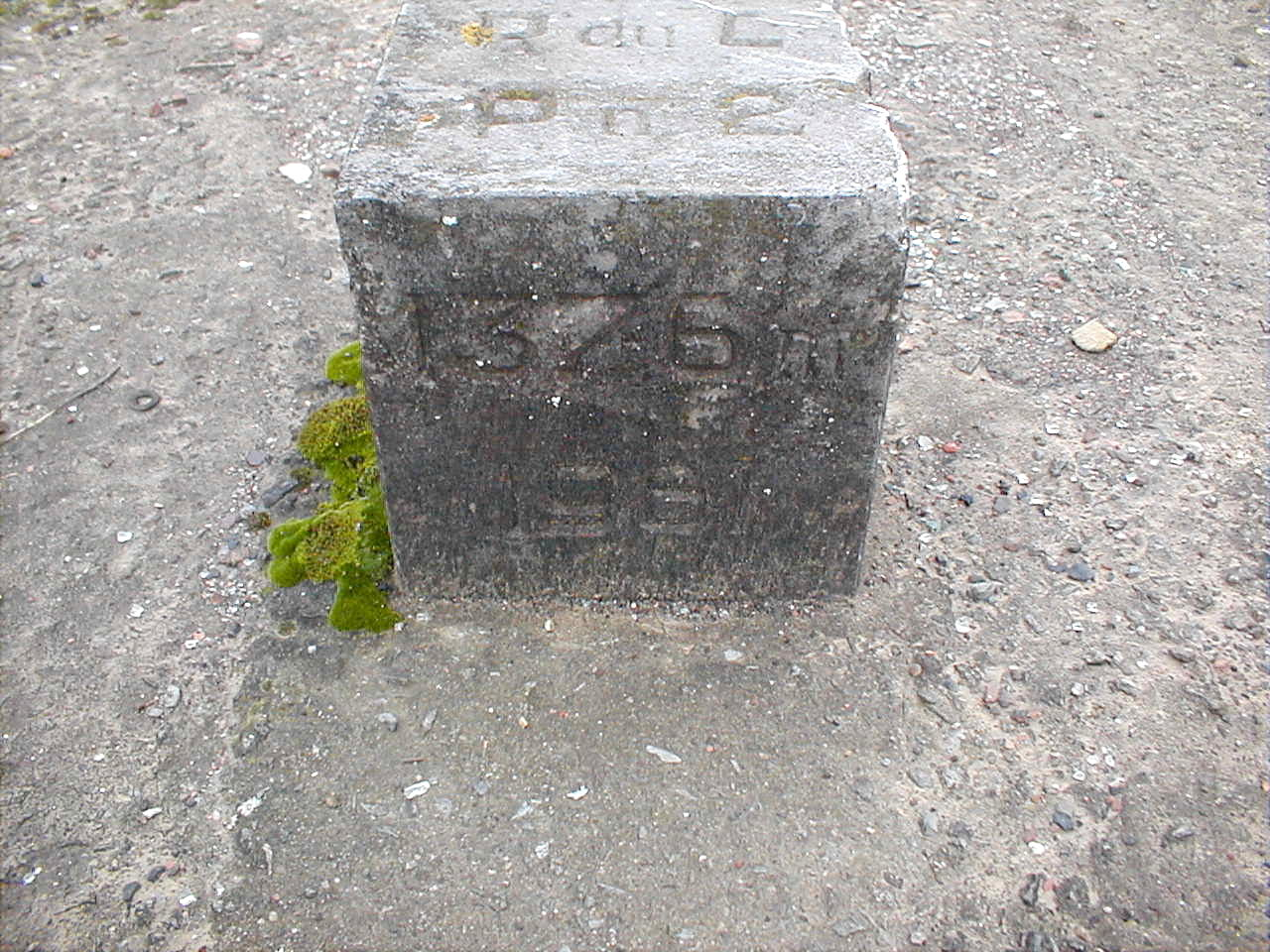
Borne du puits no 2 du Rieux du Cœur (1376 m) le plus profond du Borinage.

Le 24 septembre 1939, 20 000 personnes assistent à la procession d'inauguration d'une croix de 18 mètres de hauteur et de 16 tonnes de béton sur le terril de la Croix à Quaregnon, en souvenir des mineurs morts au travail.

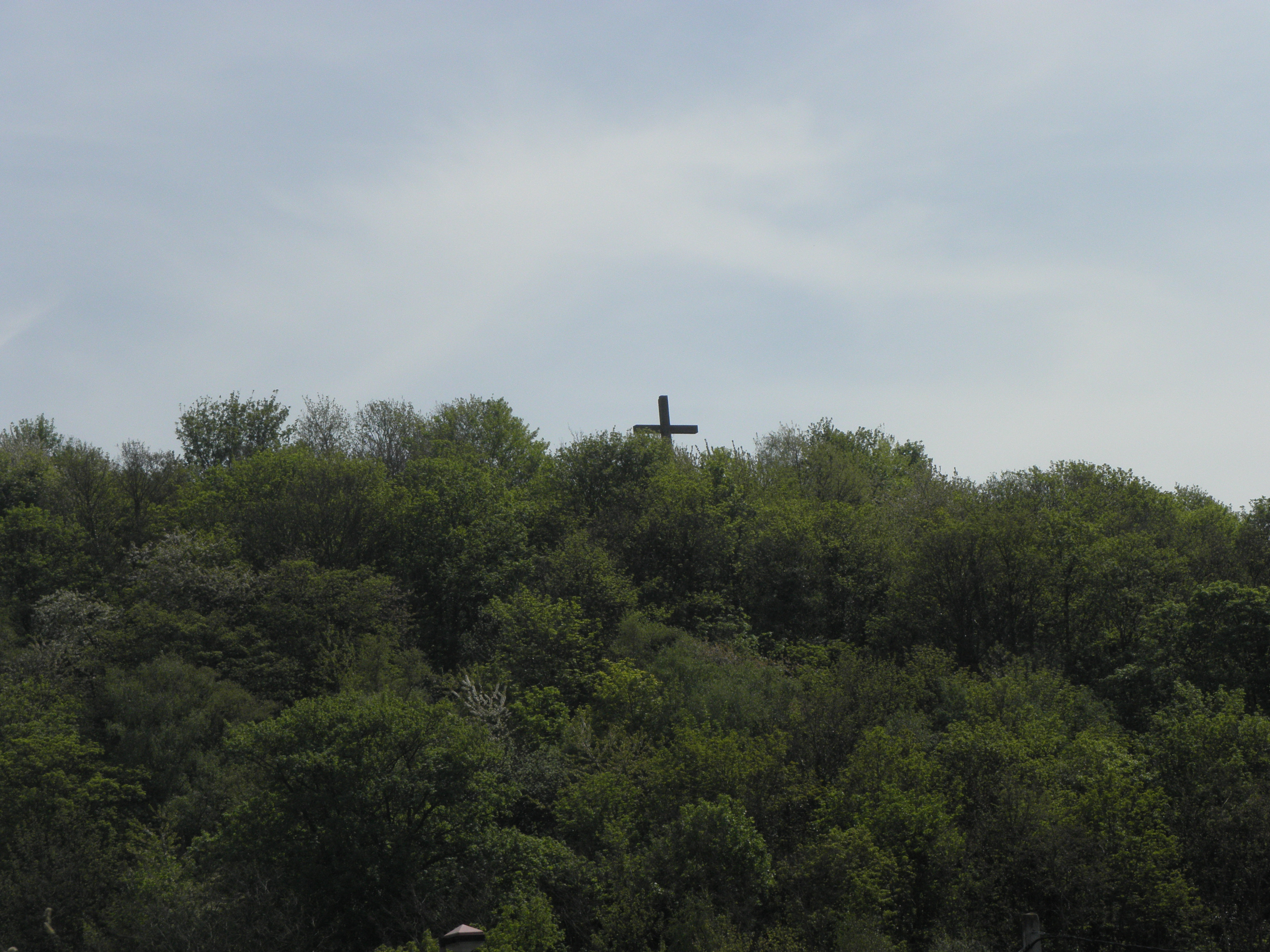
Site SA Nord du Rieu du Cœur, La croix sur le terril vue de la rue.
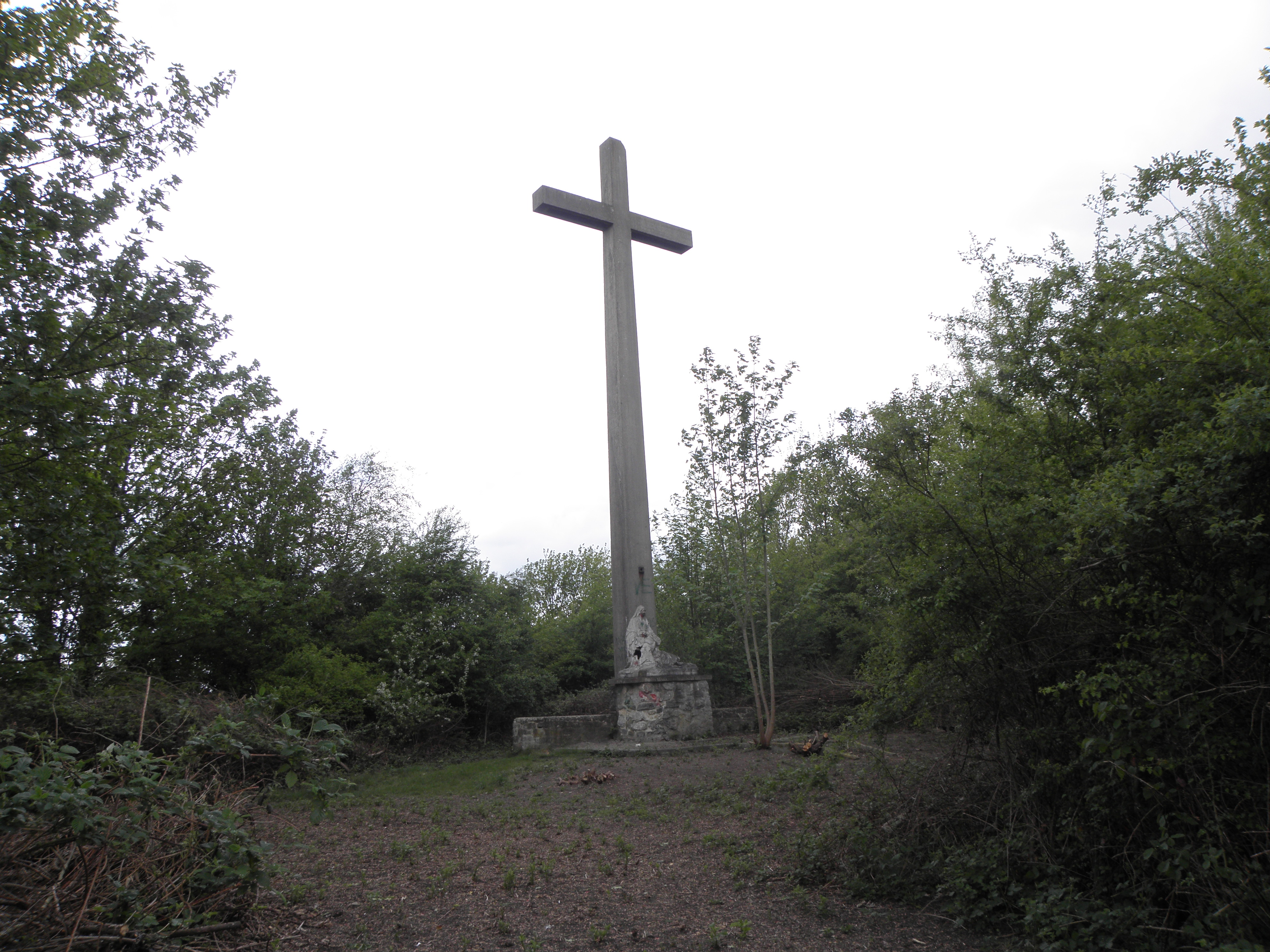
Le terril à la croix.

- La Boule.

- Visite aux mineurs.

## Sport et vie associative

### Sports
Dans la commune, il y a une diversité de clubs de sport où chacun peut se dépenser dans la discipline qu’il souhaite. Il existe différentes implantations dans l’entité que ce soit sur Quaregnon ou Wasmuel.

#### Clubs de sport
- Tennis : Tennis Club Quaregnon.
- Natation : Royal Castor Club de Mons.
- Basketball : UBCFQ.

#### Infrastructures sportives
- Piscine de Quaregnon « Aqua'regnon »[20], rue des Patriotes.
- Terrain de football de Quaregnon, rue de la Chapelle.

## Personnages célèbres
- Régnier ou Renier de Quaregnon, trouvère du XIIIe siècle.
- Henri Roger, (1861- † 1917), premier bourgmestre socialiste de Quaregnon.
- Émile Vandervelde, (1866 - † 1938), homme politique belge, auteur de la Charte de Quaregnon.
- Jules Godart, (1877- † 1909), chanteur lyrique, surnommé « Le Grand Blond » ou « Le Doré ».
- Constant Malva (Alphonse Bourlard dit ), (1903- † 1969), mineur et écrivain prolétarien.
- Georges Plumat (1888 - † 1957), bourgmestre de Quaregnon et secrétaire fédéral du P.O.B.
- Modeste Carlier (1820 - † 1878), artiste peintre, lauréat du Prix de Rome.
- Victor Dieu (1873 - † 1954), peintre - graveur, 1er Prix de Rome.
- Pharaon Houx (1884 - † 1965), baryton à l'opéra du Caire.
- Georges Cuisenaire (1891-1975), pédagogue.
- Henri Tournelle (1893-1961), écrivain en picard borain, auteur dramatique.
- Georges Degorce (1894-1943), peintre et graveur, né à Quaregnon.
- Robert Delcourt (1902 - † 1967), écrivain en picard borain, auteur dramatique.
- Jacques Dupuis (1914-1984), architecte.
- Hubert Bequet (1914-1985), céramiste et industriel, qui ouvrit la Faïencerie Hubert Bequet à Quaregnon.
- Georges Boulmant (1914- † 2004, peintre sculpteur.
- Florent Mathieu (1919-1999), coureur cycliste né à Quaregnon.
- Edgard Hismans (1930 - † 1995), bourgmestre, sénateur, ministre de la Région wallonne.
- Jean-Marie Cauchies (°1951), historien, membre de l'Académie royale de Belgique.